# Шкриньяр, Милан
Ми́лан Шкри́ньяр (словац. Milan Škriniar; род. 11 февраля 1995, Жьяр-над-Гроном, Банска-Бистрицкий край) — словацкий футболист, защитник турецкого клуба «Фенербахче» и капитан сборной Словакии. Участник трёх чемпионатов Европы (2016, 2020 и 2024). Лучший футболист года в Словакии (2019—2022).

## Клубная карьера

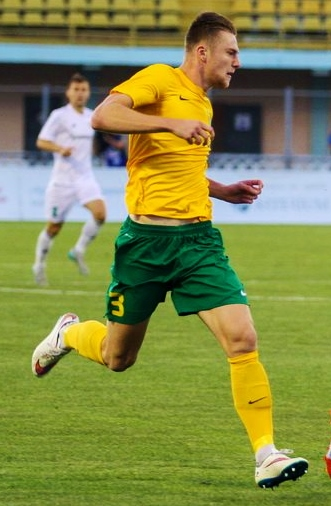
Шкриньяр в составе «Жилины» в 2015 году

Начал футбольную карьеру в клубе «Жьяр-над-Гроном» из одноимённого города. Затем перешёл в «Жилину» в состав до 12 лет. Дебют игрока в основном составе состоялся 27 марта 2012 года в возрасте 17 лет 49 дней в матче против «ВиОна». После этого почти регулярно появлялся в стартовом составе команды.
В 2013 году был арендован клубом «ВиОн».
29 января 2016 года «Сампдория» объявила о подписании 4,5-летнего контракта с 20-летним Шкриньяром. Дебютировал в новом клубе в конце апреля в игре с «Лацио». В сезоне 2016/17 стал основным защитником «Сампдории» и провёл в чемпионате 35 матчей.
Летом 2017 года президент «Сампдории» Массимо Ферреро сообщил, что Шкриньяр переходит в «Интернационале». 7 июля 2017 года игрок подписал контракт с клубом на пять лет. «Интер» заплатил за словака около 20 млн евро, а также отдал нападающего Джанлуку Капрари. Это был рекордный трансфер для футболиста из Словакии.
В «Интере» Шкриньяр взял себе 37-й номер. Словак сразу стал основным защитником «Интера»: в сезоне 2017/18 Милан сыграл все 38 матчей в чемпионате Италии, забил 4 мяча и получил всего две жёлтые карточки. В сезоне 2018/19 сыграл в серии А 35 матчей, а в сезоне 2019/20 — 32 матча. 21 августа 2020 года в финале Лиги Европы УЕФА против «Севильи» Шкриньяр остался в запасе, «Интер» уступил со счётом 2:3.
6 июля 2023 года Шкриньяр стал футболистом «Пари Сен-Жермен», подписав контракт на пять лет. 7 ноября 2023 года забил свой первый гол за «ПСЖ» в матче против «Милана» на групповом этапе Лиги чемпионов, в котором «ПСЖ» проиграл со счетом 2:1.
30 января 2025 года Шкриньяр присоединился к «Фенербахче» на правах аренды до конца сезона.

## Карьера в сборной
В национальной сборной дебютировал 27 мая 2016 года в товарищеской игре против Грузии (3:1). После того как Ян Дюрица завершил карьеру в сборной в конце 2017 года, Шкриньяр стал основным центральным защитником вместе с Мартином Шкртелом.
27 марта 2021 года забил свой первый мяч за сборную в ворота Мальты в отборочном матче чемпионата мира 2022 года (2:2). В следующем матче, 30 марта, открыл счёт ударом головой после подачи углового в игре против сборной России (2:1).
14 июня 2021 года забил победный мяч в первом матче групповой стадии чемпионата Европы против сборной Польши (2:1).
8 октября 2021 года в отборочном матче ЧМ-2022 против сборной России стал автором гола в свои ворота, который стал победным для хозяев в этом матче (1:0).

## Личная жизнь
Шкриньяр был в отношениях с моделью и бывшей волейболисткой Барборой Грончековой с 2014 года. Их дочь Шарлотта родилась в 2020 году, а в июле 2023 года они поженились в Галиче.  

## Статистика
| Выступление      | Выступление      | Выступление      | Лига | Лига | Кубки | Кубки | Суперкубок | Суперкубок | Еврокубки | Еврокубки | Итого | Итого |
| Клуб             | Лига             | Сезон            | Игры | Голы | Игры  | Голы  | Игры       | Голы       | Игры      | Голы      | Игры  | Голы  |
| ---------------- | ---------------- | ---------------- | ---- | ---- | ----- | ----- | ---------- | ---------- | --------- | --------- | ----- | ----- |
| ВиОн             | Фортуна лига     | 2012/13          | 7    | 0    | 0     | 0     | 0          | 0          | 0         | 0         | 7     | 0     |
| ВиОн             | Итого            | Итого            | 7    | 0    | 0     | 0     | 0          | 0          | 0         | 0         | 7     | 0     |
| Жилина           | Фортуна лига     | 2011/12          | 2    | 0    | 1     | 0     | 0          | 0          | 0         | 0         | 3     | 0     |
| Жилина           | Фортуна лига     | 2012/13          | 10   | 1    | 3     | 0     | 0          | 0          | 0         | 0         | 13    | 1     |
| Жилина           | Фортуна лига     | 2013/14          | 15   | 1    | 1     | 0     | 0          | 0          | 1         | 0         | 17    | 1     |
| Жилина           | Фортуна лига     | 2014/15          | 32   | 6    | 3     | 2     | 0          | 0          | 0         | 0         | 35    | 8     |
| Жилина           | Фортуна лига     | 2015/16          | 18   | 4    | 1     | 1     | 0          | 0          | 8         | 0         | 27    | 5     |
| Жилина           | Итого            | Итого            | 77   | 12   | 9     | 3     | 0          | 0          | 9         | 0         | 95    | 15    |
| Сампдория        | Серия А          | 2015/16          | 3    | 0    | 0     | 0     | 0          | 0          | 0         | 0         | 3     | 0     |
| Сампдория        | Серия А          | 2016/17          | 35   | 0    | 0     | 0     | 0          | 0          | 0         | 0         | 35    | 0     |
| Сампдория        | Итого            | Итого            | 38   | 0    | 0     | 0     | 0          | 0          | 0         | 0         | 38    | 0     |
| Интернационале   | Серия А          | 2017/18          | 38   | 4    | 2     | 0     | 0          | 0          | 0         | 0         | 40    | 4     |
| Интернационале   | Серия А          | 2018/19          | 35   | 0    | 2     | 0     | 0          | 0          | 9         | 0         | 46    | 0     |
| Интернационале   | Серия А          | 2019/20          | 32   | 0    | 3     | 0     | 0          | 0          | 7         | 0         | 42    | 0     |
| Интернационале   | Серия А          | 2020/21          | 32   | 3    | 4     | 0     | 0          | 0          | 3         | 0         | 39    | 3     |
| Интернационале   | Серия А          | 2021/22          | 35   | 3    | 4     | 0     | 1          | 0          | 8         | 1         | 48    | 4     |
| Интернационале   | Серия А          | 2022/23          | 21   | 0    | 1     | 0     | 1          | 0          | 8         | 0         | 31    | 0     |
| Интернационале   | Итого            | Итого            | 193  | 10   | 16    | 0     | 2          | 0          | 35        | 1         | 246   | 11    |
| Пари Сен-Жермен  | Лига 1           | 2023/24          | 24   | 0    | 1     | 0     | 1          | 0          | 6         | 1         | 32    | 1     |
| Пари Сен-Жермен  | Итого            | Итого            | 24   | 0    | 1     | 0     | 1          | 0          | 6         | 1         | 32    | 1     |
| Всего за карьеру | Всего за карьеру | Всего за карьеру | 340  | 22   | 26    | 3     | 3          | 0          | 50        | 2         | 419   | 27    |

## Достижения

### Командные достижения
«Жилина»
- Чемпион Словакии: 2011/12
- Обладатель Кубка Словакии: 2011/12

«Интернационале»
- Чемпион Италии: 2020/21
- Обладатель Кубка Италии (2): 2021/22, 2022/23
- Обладатель Суперкубка Италии (2): 2021, 2022

«Пари Сен-Жермен»
- Чемпион Франции (2): 2023/24, 2024/25
- Обладатель Кубка Франции: 2023/24
- Обладатель Суперкубка Франции: 2023
- Победитель Лиги чемпионов УЕФА 2024/2025

### Личные достижения
- Футболист года в Словакии (4): 2019, 2020, 2021, 2022